# Heliomata glarearia
Heliomata glarearia là một loài bướm đêm thuộc họ Geometridae, phân họ Ennominae.
Nó được tìm thấy ở khắp miền trung và Nam Âu và Cận Đông.
Sải cánh dài khoảng 20–24 mm. Con trưởng thành bay từ tháng 5 until tháng 8.
Thức ăn chủ yếu của các ấu trùng là Medicago falcata.